# Dougal Robertson
Dougal Robertson (1924–1991) fue un autor escocés y marinero que con su familia sobrevivió a la deriva en el mar después del naufragio de su goleta tras ser atacada por orcas en 1972.

## Primeros años
Robertson nació en Edimburgo en 1924, el más joven de ocho hermanos. Se unió a la Marina mercante británica después de asistir a la Leith Nautical University. Dejó su vida marítima después del ataque japonés sobre el SS Sagaing en Trincomalee, durante el que su esposa Jessie y su hijo Duncan perecieron. Robertson volvió a casarse y empezó a trabajar como granjero lechero.

## Viaje
El 27 de enero de 1971, Robertson partió de Falmouth, Inglaterra a bordo de la Lucette, una goleta de madera de 43 pies construida en 1922 que la familia había adquirido en Malta con los ahorros de su vida. Iba acompañado por su esposa Lyn, su hija Anne de 17 años, su hijo Douglas de 18 años, y los mellizos Neil y Sandy de 12. Durante el año y medio siguiente, navegaron a través del Atlántico, parando en varios puertos del Caribe. Anne se retiró del viaje en las Bahamas.
Durante su cruce del Canal de Panamá, la familia subió a bordo a un miembro de la tripulación novato llamado Robin Williams, que les acompañó en el siguiente segmento de su viaje a las Islas Galápagos y más allá a las islas del Pacífico Sur.
El 15 de junio de 1972, la Lucette fue atacada por una manada de orcas y se hundió aproximadamente a 200 millas al oeste de las Galápagos. El grupo de seis personas subió rápidamente a la balsa salvavidas hinchable y un sólido bote pequeño de madera con pocas herramientas o provisiones.
Utilizando el bote auxiliar como remolcador aparejándole una vela, el grupo se dirigió hacia la zona de convergencia intertropical, esperando encontrar lluvia allí y recoger agua para beber. Lo lograron exitosamente, mientras atrapaban tortugas, dorados, y peces voladores para comer. La balsa hinchable se volvió inutilizable a los 16 días, así que las seis personas se apiñaron en el bote con sus suministros. Continuaron utilizando el viento a su favor, moviéndose hacia el nordeste de América Central.
En su 38.º día como náufragos, habían almacenado carne seca y agua fresca en tales cantidades que pretendían empezar a remar de noche para acelerar su progreso hacia la costa, sin embargo, fueron avistados y recogidos por el arrastrero japonés Tokamaru II en su ruta hacia el canal de Panamá. Robertson, que había manteniendo un diario para el caso de ser rescatados, relató la experiencia en el libro publicado en 1973 Survive the Savage Sea, en que se basó la película de 1991 del mismo nombre.
La historia fue revisitada en el libro de su hijo Douglas The Last Voyage of the Lucette.

## Muerte
Dougal escribió luego Sea Survival: A Manual, y continuó navegando hasta su muerte por cáncer en 1991.